# 红背伯劳

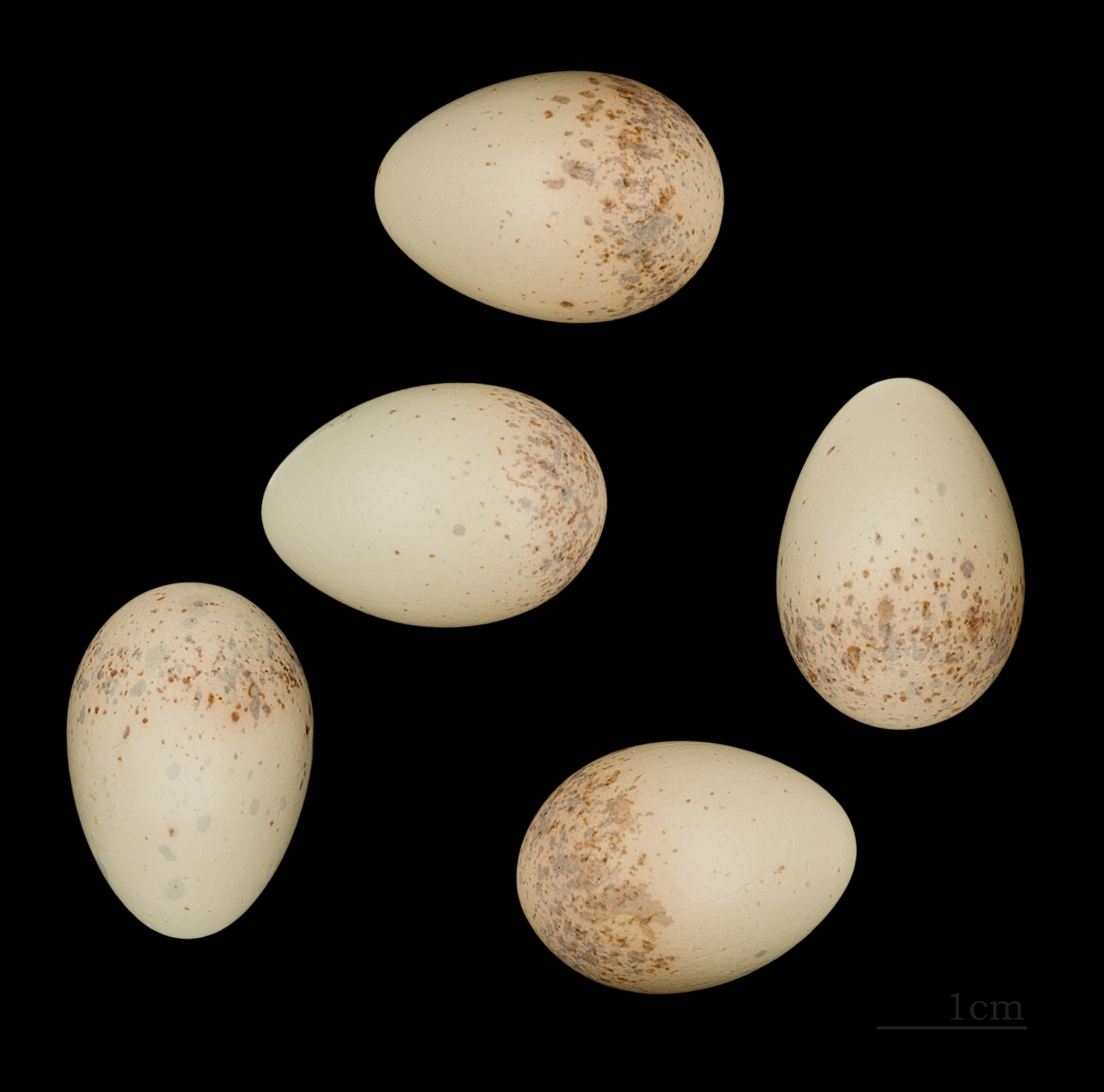
Lanius collurio

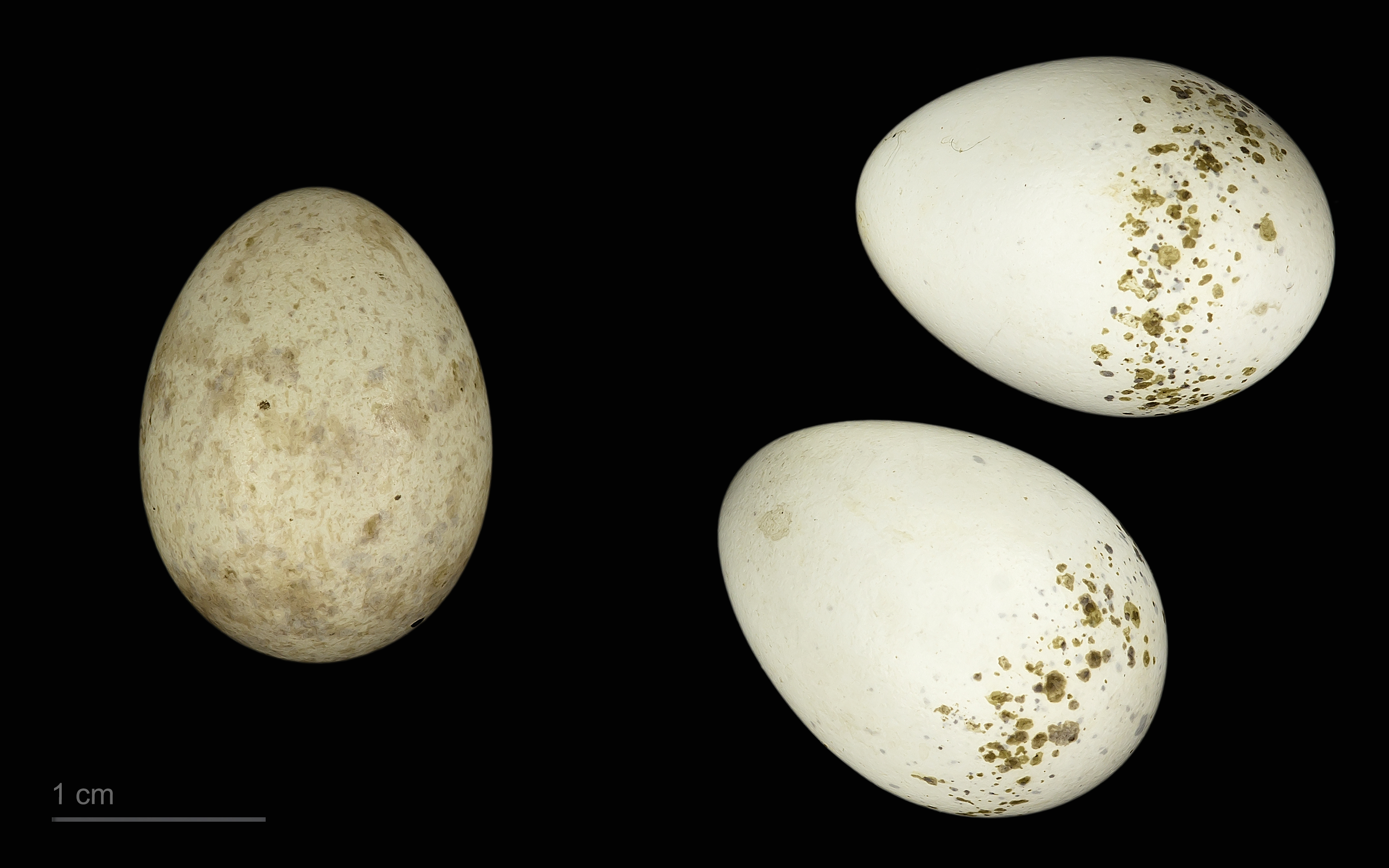
卵 Cuculus canorus canorus 在巢中 Lanius collurio

红背伯劳（学名：Lanius collurio）为伯劳科伯劳属的一种。分布于自英国、欧洲西部、亚洲中部、在中东、非洲越冬以及中国大陆的新疆等地。该物种的模式产地在瑞典。

## 亚种
- 红背伯劳疆西亚种（学名：Lanius collurio isabellinus）。在中国大陆，分布于新疆、宁夏等地。该物种的模式产地在阿拉伯Gumfuda。[3]
- 红背伯劳北疆亚种（学名：Lanius collurio pallidifrons）。在中国大陆，分布于新疆等地。该物种的模式产地在西伯利亚西部Tomsk。[4]
- 红背伯劳内蒙亚种（学名：Lanius collurio speculigerus）。在中国大陆，分布于内蒙古、宁夏、新疆等地。该物种的模式产地在西伯利亚。[5]
- 红背伯劳青海亚种（学名：Lanius collurio tsaidamensis）。在中国大陆，分布于青海、新疆等地。该物种的模式产地在青海。[6]